# Campeonato Brasileiro de Voleibol Masculino de 1987
O Campeonato Brasileiro de Voleibol de 1987, foi a  décima edição da competição de clubes na variante masculina com esta nomenclatura, cujo torneio realizado entre 1987 a 31 de janeiro de 1988 por equipes representando seis estados.

## Participantes
Banespa, São Paulo/SP

 Bradesco, Rio de Janeiro/RJ

 Minas, Belo Horizonte/MG

 Pirelli, São Paulo/SP

 GNU', Porto Alegre/RS

 Frangosul, Montenegro/RS

## Final
| 31 de janeiro de 1988 | Banespa   | 3 — 2                         | Pirelli    | Ginásio do Ibirapuera, São Paulo Público: 17 000 |
| 31 de janeiro de 1988 | 16 3 5 15 | Set 1 Set 2 Set 3 Set 4 Set 5 | 14 15 11 7 | Ginásio do Ibirapuera, São Paulo Público: 17 000 |